# Sirenă de protecție civilă

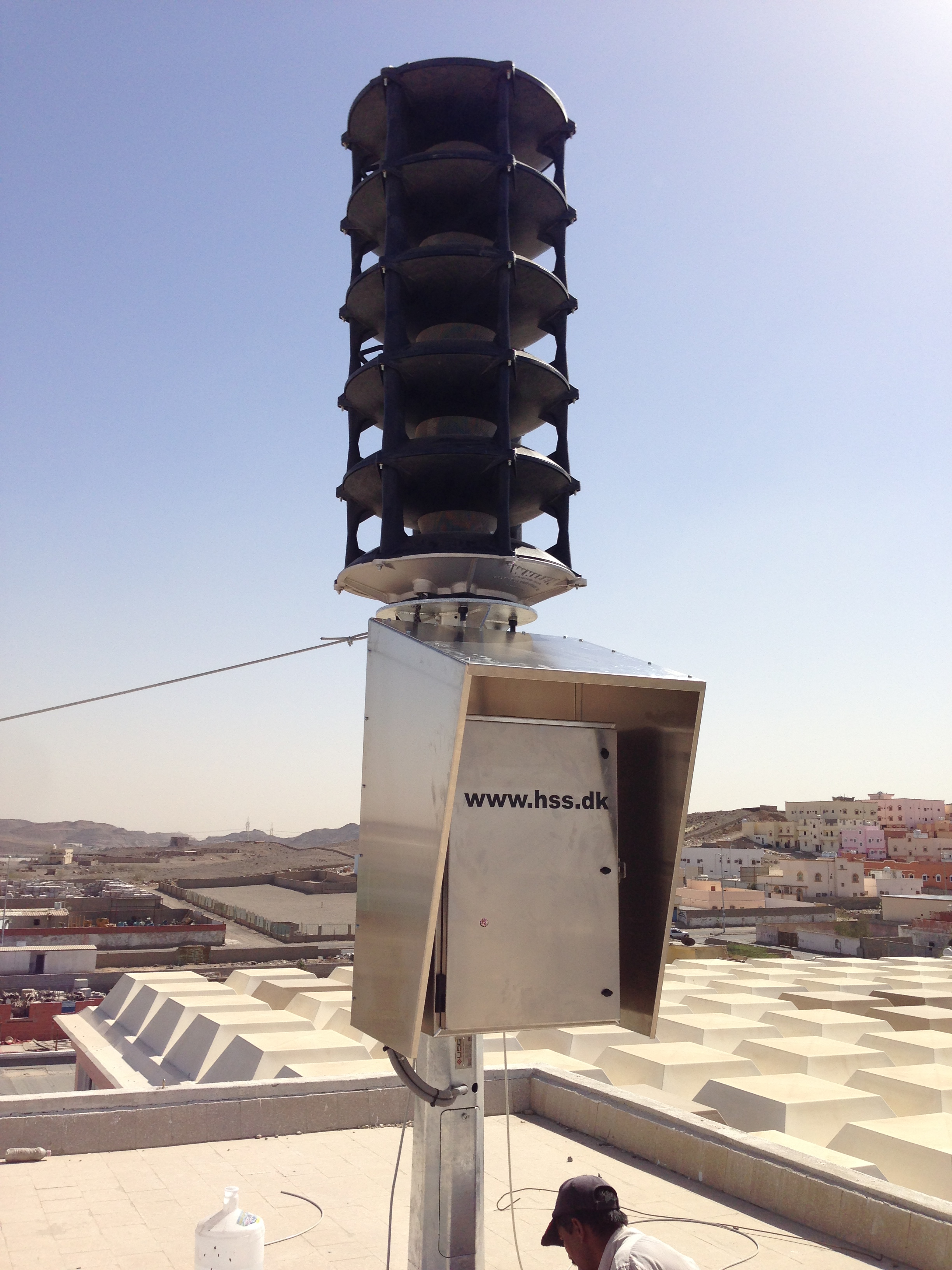
Sirene electronice HSS Engineering TWS 295 care avertizează serviciile de protecție civilă.

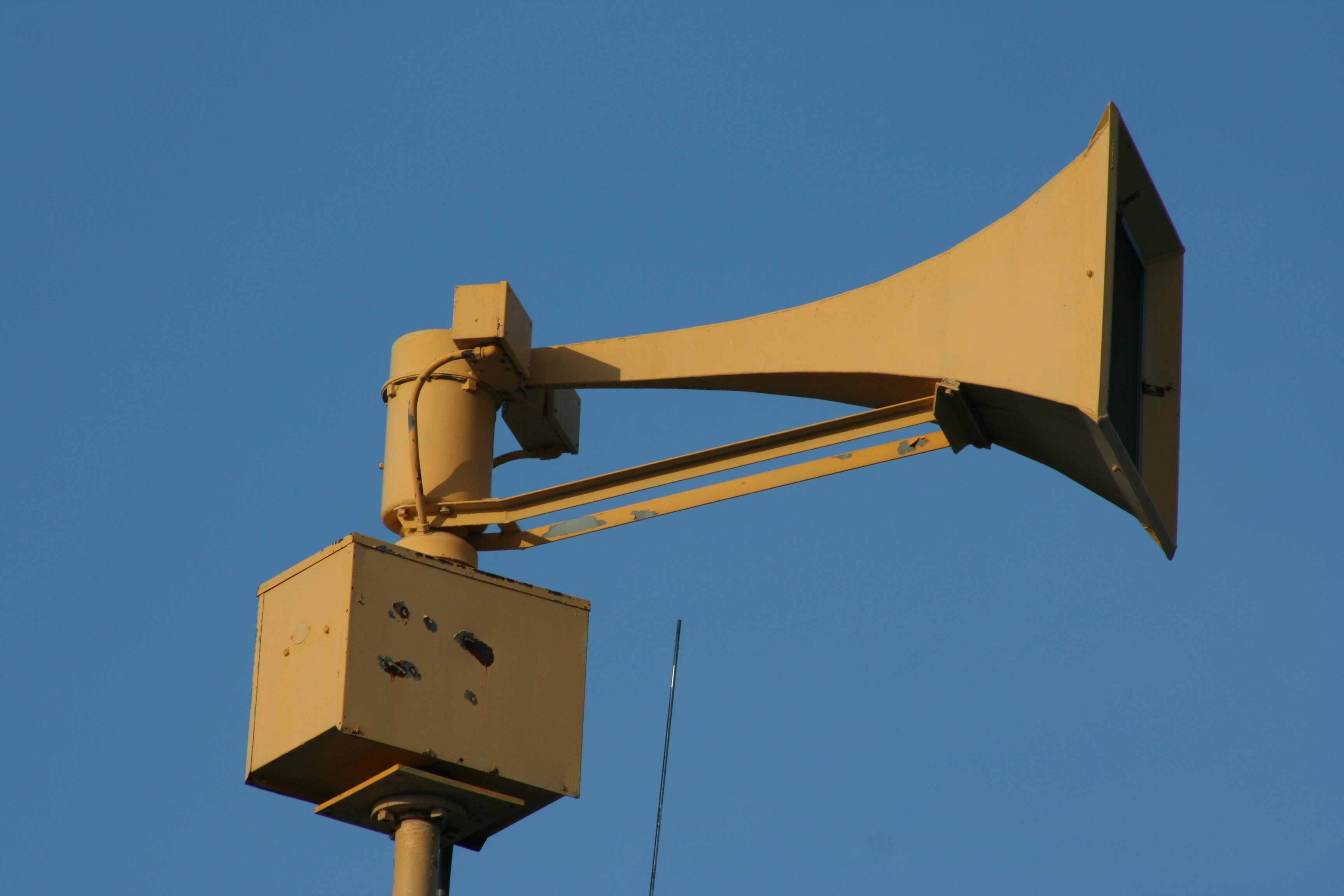
Sirenă de protecție civilă Federal Signal Thunderbolt 1003.

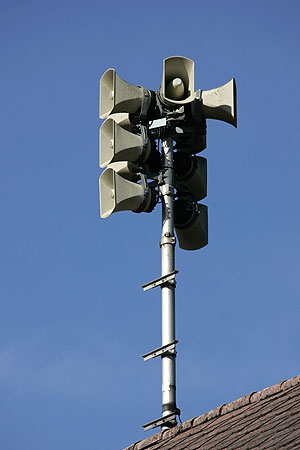
Există 8.200 de sirene de alarmă pentru protecție civilă pe teritoriul Elveției. Ele sunt testate o dată pe an, în prima duminică din februarie.

O sirenă de protecție civilă (cunoscută, de asemenea, ca sirenă de raid aerian sau sirenă de tornadă) este o sirenă utilizată pentru a avertiza populația cu privire la apropierea unui pericol și, uneori, pentru a indica că pericolul a trecut. Unele sirene (care sunt situate în mare parte în orașele mici) sunt folosite, de asemenea, pentru a avertiza serviciile de pompieri voluntari pentru a se deplasa la un incendiu. Inițial concepute pentru a avertiza locuitorii orașelor de iminența unor raiduri aeriene în al Doilea Război Mondial, ele au fost adaptate pentru a avertiza populația cu privire la iminența unui atac nuclear și a unor dezastre naturale distructive, cum ar fi tornadele.
O sirenă mecanică generează sunet prin rotirea unui ax crestat care produce un flux de aer într-un anumit ritm. Sirenele moderne pot ajunge la un nivel de sunet de până la 135 de decibeli la o distanță de 30 de metri. Sirena de raid aerian Chrysler, pusă în funcțiune de un motor pe benzină Chrysler Hemi de 5424 cm3, generează un sunet de 138 dB la o distanță de 100 de metri.
Prin utilizarea diferitelor tonuri și/sau modele de sunet sunt semnalate diferite situații de alertă. Sirenele electronice pot transmite anunțuri vocale, în afară de semnalele sonore de alertă. Sistemul sirenelor poate fi controlat electronic și integrat în cadrul altor sisteme de avertizare.

## Tonuri de avertizare

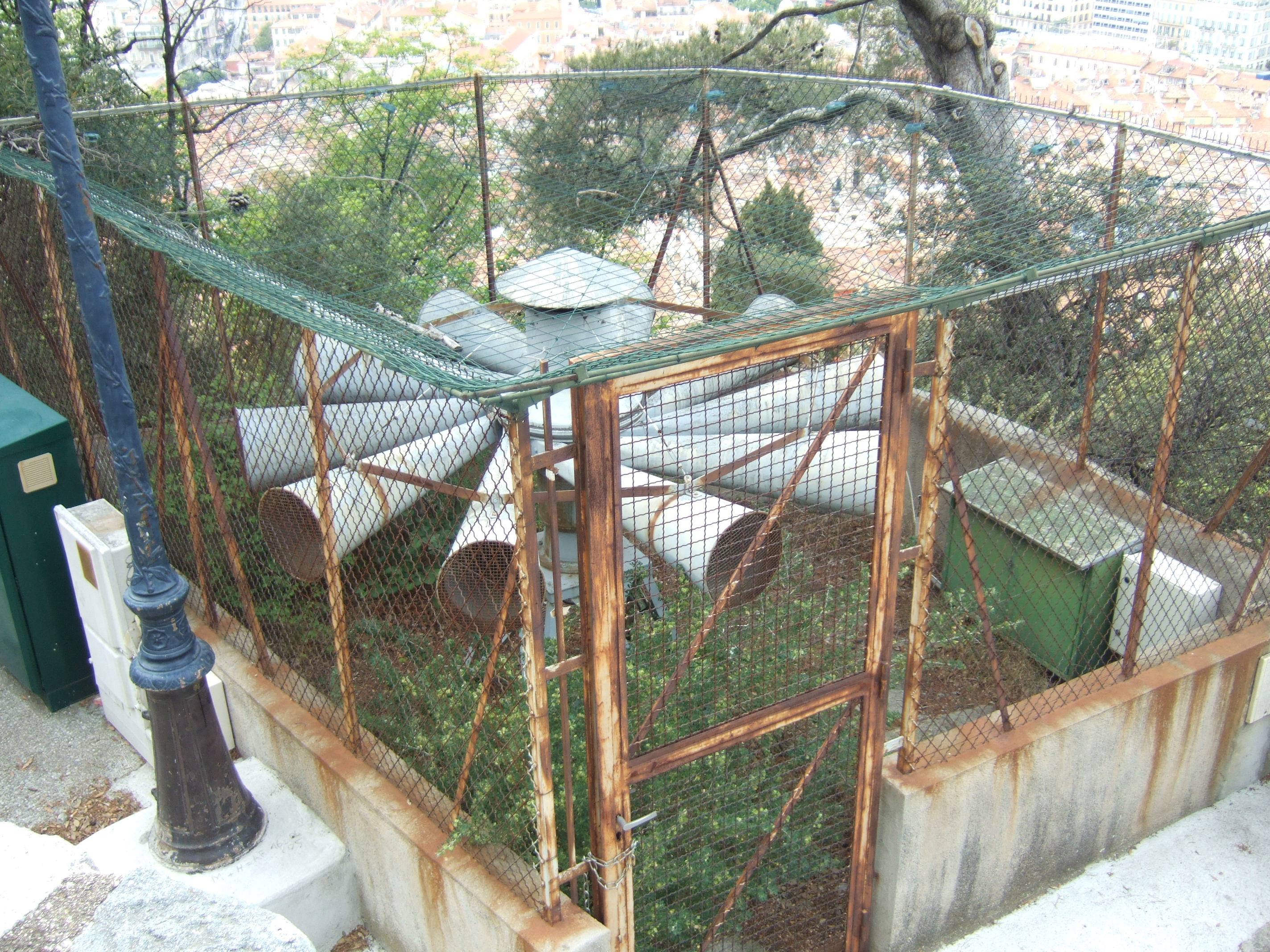
O sirenă de raid aerian din Nisa, Franța, care este încă operațională

Multe sirene de avertizare au un sunet care este deosebit de sunetele emise de vehiculele de urgență prin utilizarea simultană a două tonuri, cu un raport de înălțime de 5:6.

### Statele Unite ale Americii
În Statele Unite ale Americii au fost folosite mai multe seturi de tonuri de avertizare, care au variat de-a lungul timpului, în funcție de indicațiile guvernului și de producător. Alarmele inițiale folosite în timpul celui de-al Doilea Război Mondial au fost semnalul de alertă (un ton de sirenă continuu cu durata de 3-5 minute ) și semnalul de atac (un ton de sirenă tânguitor de 3-5 minute sau o serie de fluierături scurte). În 1950 Administrația Federală de Protecție Civilă a revizuit semnale, numind semnalul de alertă „alertă roșie” și adăugând un semnal „all-clear”, definit ca un sunet continuu de trei minute, cu două minute de pauză.
Începând din 1952 sistemul Bell and Lights Air Raid Warning System, dezvoltat de AT&T, a devenit disponibil să furnizeze transmiterea unui set extins de semnale de alertă:
- Red Alert (atack iminent)
- Yellow Alert (atac probabil)
- White Alert (sfârșitul alarmei)
- Blue Alert (pericol nedefinit)

### Regatul Unit
În timpul celui de-al Doilea Război Mondial Marea Britanie a avut două tonuri de avertizare:
- Red Warning (atac iminent sau în desfășurare)
- All Clear (sfârșitul atacului)

### India
Mumbai are în jur de 450 de sirene, situate în toate zonele orașului. Vreo 200-250 sunt încă funcționale. Guvernul intenționează să schimbe sistemul prin încorporarea tehnologiei digitale/wireless moderne, renunțând la sistemul fix de comutare.
În apărarea civilă a orașului Mumbai, sirenele au fost utilizate în timpul războaielor indo-pakistaneze din 1965 și 1971, avertizând populația civilă cu privire la raidurile aeriene ale Aviației Pakistaneze. Noaptea, sirenele au fost folosite, de asemenea, pentru a indica întreruperea furnizării curentului electric, când toate luminile din Mumbai au fost oprite. Sirenele au fost testate în fiecare zi la ora 9 am. Mai recent, ca urmare a cererii societății civile, aceste sirene sunt testate o dată pe lună și monitorizate de personalul serviciilor de protecție civilă desemnat în acest scop. Ele sunt controlate de către Centrul Regional de Control al Apărării Civile, sub supravegherea Serviciilor de Apărare Civilă ale Indiei. Sirenele sunt folosite, de asemenea, pentru a indica un minut de tăcere cu prilejul unor ocazii speciale.

### Israel

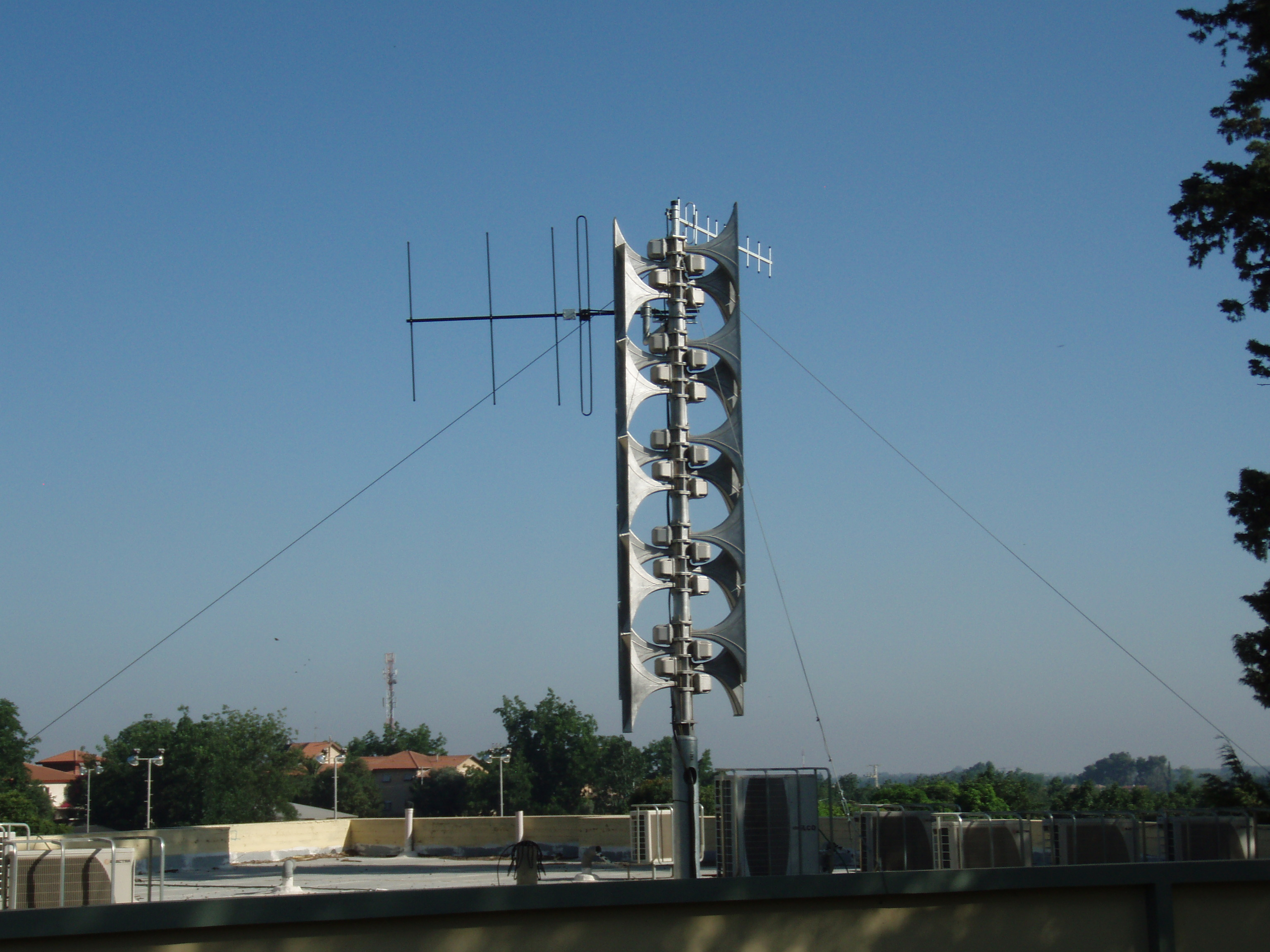
Sirenă electronică ECN3000 la Kfar Hess, Israel.

Israelul are mai mult de 3.100 de sirene de avertizare și cele mai multe dintre sirenele din zonele urbane sunt fabricate de compania germană HLS,  F71 și ECN3000. Toate celelalte sirene sunt HPSS32 fabricate de ATI Systems (Acustic Technologies, Inc). La începutul anilor 2010 sirenele mecanice au fost scoase treptat din uz și înlocuite cu cele electronice, deși sirenele mecanice încă mai sunt folosite. Sirenele de avertizare sunt numite אזעקה („az'aka”, în traducere „alarmă”) și constau dintr-un ton continuu crescător și descrescător. Semnalul „all-clear” (numit צפירת הרגעה, „tzfirat arga 'ah”) este un sunet continuu cu o frecvență unică. Cu toate acestea, în conflictele recente, utilizarea semnalului „all-clear” a fost întreruptă, deoarece s-a considerat că produce confuzie. În anumite regiuni din sudul Israelului, care sunt supuse în mod regulat atacurilor cu rachete din Gaza, a fost instalat un sistem specializat numit Red Color.
Semnalul „all-clear” este folosit de trei ori pe an pentru a marca un moment de tăcere (de unul sau două minute), o dată de Ziua Comemorării Holocaustului și de două ori de Ziua memorială a soldaților israelieni căzuți și a victimelor terorismului.

### România
În România, sirenele de protecție civilă au fost folosite încă de la începutul anilor 1930. Inițial, fiecare stradă avea o mică sirenă pe acoperișul celei mai înalte clădiri. Fiecare sirenă era alimentată mecanic cu energie electrică. În timpul celui de-al Doilea Război Mondial, sirenele au avut un singur ton continuu, care avertiza cu privire la iminența unui atac aerian.
În timpul Războiului Rece sirene mai mari fabricate pe teritoriul țării au fost instalate pe diverse clădiri publice și locuințe. Sirenele erau în măsură să transmită o varietate largă de tonuri, fiecare cu un sens diferit, cum ar fi un dezastru chimic, un cutremur, o inundație, un atac aerian/nuclear iminent; fiecare dintre aceste tonuri avertiza populația să se mute pe un teren mai înalt sau într-un adăpost împotriva armelor de distrugere în masă. Un semnal de încetare a alarmei era generat după ce zona era considerată sigură pentru publicul larg sau decontaminată.
În anii 1990 sirenele de apărare civilă au fost înlocuite cu sirene electronice și procedura a fost simplificată. Începând din 2013 există patru tonuri ale sunetelor: avertizarea producerii unui dezastru natural, un atac aerian/nuclear viitor, un atac aerian/nuclear iminent și un semnal de încetare a alarmei. Refugierea într-un adăpost nu mai este o obligație legală, deși adăposturile împotriva armelor de distrugere în masă sunt operaționale.
Începând din august 2017 autoritățile române au început să efectueze lunar teste ale sirenelor de apărare civilă. Primul astfel de test a avut loc pe 2 august 2017 și este programat să fie repetat în prima miercuri din fiecare lună, între orele 10:00 și 11:00, ora locală.

## Legături externe
- Air Raid Sirens – outdoor warning siren website
- Civil Defense Museum – Overview of sirens since their inception
- Los Angeles air raid sirens – Pictures of unused nuclear-era civil defense sirens still extant in Los Angeles, California
- The Siren Archive – Over 1,000 siren photographs coupled with a few recordings from around the world
- The World's loudest and largest sirens ever
- "Tocsin B", Canada's dry run of its Nuclear Warning System from 1961 (CBC Radio News Special, Nov. 13, 1961)
- Toronto Star story about air raid sirens in Toronto.
- Michigan Civil Defense Museum
- Old German World War II Air Raid Siren YouTube
- British World War II Air Raid Siren with all-clear YouTube
- Federal Thunderbolt 1000T air raid siren in alert signal YouTube